# 高倉寛
高倉 寛（たかくら ひろし、1888年1月4日 - 1959年3月11日）は、日本の政治家。衆議院議員（1期）。

## 経歴
東京都出身。朝鮮新聞社員、雑誌「拓殖新報」朝鮮支局長、大阪朝日新聞社員、政教社に入り、雑誌「日本及日本人」記者、祖国会に入り、雑誌「祖国」記者となる。
1928年の第16回衆議院議員総選挙において福岡3区(当時)から中立系(無所属)で立候補したが落選した。1930年の第17回衆議院議員総選挙では立憲政友会公認で立候補したが次点で落選した。1932年の第18回衆議院議員総選挙で当選。1936年の第19回衆議院議員総選挙で落選した。1959年死去。